# Yves Ringer
Pour les articles homonymes, voir Ringer et Yves.
Yves Ringer (né en 1966 à Bruxelles) est un auteur, scénariste et producteur de cinéma belge.

## Biographie
Yves Ringer a produit et scénarisé son premier long métrage “Pom le Poulain“ en 2006.  Sa seconde production, le long métrage “A Pas de Loup“ a été sélectionné en compétition Generation Kplus à la Berlinale 2011 ainsi que dans plus de quatre-vingt festivals dans le monde entier où il a récolté une vingtaine de prix internationaux, dont l'ECFA Award 2012 du Meilleur Film Européen pour Enfants décerné par l'European Children's Film Association. "Les Oiseaux de Passage", le troisième long métrage qu'il a produit et co-scénarisé est sorti en 2015. Il a été sélectionné dans plus de cent trente festivals internationaux et il a remporté trente prix. Les membres de l'European Children's Film Association ont aussi attribué l'ECFA Award 2016 du Meilleur Film Européen pour Enfants à ce film familial.
Il est l'auteur de livres sur Bruxelles avec notamment "Bruxelles au Calme" et "Bruxelles au Calme 2 dans la collection Bruxelles ma Belle (180° Editions). Auparavant, il a publié de nombreux dessins humoristiques dans la presse belge : Le Soir, Ciné Télé Revue, Le Moniteur Automobile, L'événement... Son court roman, "Les oiseaux de passage" a été publié aux éditions Lamiroy dans la collection adopuscule.
Il est aussi l'auteur de recueils de poèmes dont “Mordre les Etoiles”, “notre Peur a Mille Noms”, lauréat du Prix Olivier Strelli, et “Première Vie”.

## Filmographie

### Comme scénariste
- 2006 : Pom le poulain d'Olivier Ringer
- 2011 : À pas de loup d'Olivier Ringer
- 2015 : Les Oiseaux de passage d'Olivier Ringer
- 2018 : Le Roi de la Vallée d'Olivier Ringer
- 2022 : Les Gentils d'Olivier Ringer

### Comme producteur
- 2006 : Pom le poulain d'Olivier Ringer
- 2011 : À Pas de Loup d'Olivier Ringer
- 2015 : Les Oiseaux de Passage d'Olivier Ringer
- 2018 : Le Roi de la Vallée d'Olivier Ringer
- 2022 : Les Gentils d'Olivier Ringer

## Récompenses et distinctions
- Pour Pom le poulain :
  - Prix du Public Vlaanderen Jeugdfilmfestival, Bruges, Belgique, 2007
  - Prix Spécial du Jury  « Faithfull Heart », Moscou, Russie, 2007

- Pour À pas de loup :
  - ECFA AWARD, Meilleur Film Européen pour Enfants, European Children’s Film Association, 2012
  - Sélectionné en compétition à la Berlinale Generation Kplus, Allemagne, 2011
  - Prix du Jury Enfants, Festival international du film pour enfants de Montréal, Canada, 2011
  - Prix Spécial du Jury, Festival international du film pour enfants de Montréal, Canada, 2011
  - Prix INIS des Professionnels, Festival international du film pour enfants de Montréal, Canada, 2011
  - Grand Prix du Jury Enfants, Festival International du Film pour Enfants de Zlin, République Tchèque, 2011
  - Grand Prix du Jury Enfants, Festival International du Film pour Enfants Tel-Aviv, Israël, 2011
  - Mention Spéciale du Jury International, Festival International du Film pour Enfants Tel-Aviv, Israël, 2011
  - Golden Butterfly, Prix Spécial du Jury, Festival International du Film pour Enfants d'Iran, Ispahan, Iran, 2011
  - Prix ECFA du Meilleur Film Européen, Oulu International Children’s Film Festival, Finlande, 2011
  - Grand-Prix du Meilleur Scénario, Olympia Festival International du Film pour Enfants, Grèce, 2011
  - Grand Prix du Jury Enfants, Festival du Film pour Enfants de Seattle, USA, 2012
  - Grand Prix du Meilleur Film pour Enfants, CMS Lucknow, Inde, 2012
  - Prix “400 colpi“ du Meilleur Film du Jury International, Vittorio Veneto Film Festival, Italie, 2012
  - Prix “Imago“ du Jury Enfants, Vittorio Veneto Film Festival, Italie, 2012
  - Silver Dolphin du Meilleur Scénario, Festroia, Setubal, Portugal, 2012
  - Prix SIGNIS du Meilleur Film, Festroia, Setubal, Portugal, 2012
  - Grand Prix du Public du Meilleur Film, Ale Kino on Tour, Pologne, 2012
  - Prix de la Meilleure Actrice pour Wynona Ringer, Children's India Children International Film Festival, Bengalore, Inde, 2013
  - Prix Spécial du Jury, Francofilm, Rome, Italie, 2013

- Pour Les Oiseaux de passage :
  - ECFA AWARD, Meilleur Film Européen pour Enfants, European Children’s Film Association, 2016
  - Grand-Prix du Jury International, Festival international du film pour enfants de Montréal, 2015
  - Grand-Prix du Jury International, Festival International du Film pour Enfants de Zlin, République Tchèque, 2015
  - Prix ECFA, Festival International du Film pour Enfants de Zlin, République Tchèque, 2015
  - Prix Spécial du Jury, Giffoni Experience, Italie, 2015
  - Grand-Prix du Jury International, Festival International du Film pour Enfants de Tokyo "Kineko“, Japon, 2015
  - Prix Spécial du Jury International, Buster Film Festival, Copenhague, Danemark, 2015
  - Prix “Carrousel du long métrage coup de cœur du public“, Festival International du Cinéma Jeunesse, Rimouski, Canada, 2015
  - Prix Spécial "MDR" du Jury International, Festival International du Film pour Enfants de Chemnitz "Schlingel", Allemagne, 2015
  - Prix Spécial ECFA, Festival International du Film pour Enfants de Chemnitz "Schlingel", Allemagne, 2015
  - Prix du Public "Paris Mômes", Mon Premier Festival, Paris, France, 2015
  - Premier Prix du Jury Adulte, Festival International du Film pour Enfants de Chicago, USA, 2015
  - Prix ECFA, Festival International du Film pour Enfants de Bucarest "KINOdiseea“, Roumanie, 2015
  - Prix CIFEJ, Festival International du Film pour Enfants de Pyrgos "Olympia", Grèce, 2015
  - Prix du Meilleur Film, Festival International du Film pour Enfants de New Delhi "Smile“, Inde, 2015
  - Prix de la Meilleure Histoire, Festival International du Film pour Enfants de New Delhi "Smile“, Inde, 2015
  - Prix “Les Toiles Filantes”, Festival Jeune Public de Pessac, France, 2015
  - Prix “Loisirs de Romainville”, Festival Jenue Public de Pessac, France, 2015
  - Grand-Prix Best Feature, Festival International du Film pour Enfants de New-York, USA, 2016
  - Prix du Meilleur Film, Festival international du film BUFF, Malmö, Suède, 2016
  - Prix du Meilleur Film, Festival International du Film pour Enfants de Taiwan, 2016
  - Prix du Public, Wisconsin Film Festival, USA, 2016
  - Prix du Meilleur Scénario, Festival International du Film pour Enfants et Adolescents “Dreamfest", Bucarest, Roumanie, 2016
  - Prix du Meilleur Film, Festival International du Film pour Enfants “Verdens Beste", Tromso, Norvège, 2016
  - Prix du Meilleur Scénario au Festival International D-Cinema "Skip City", Saitama, Japon, 2016
  - Prix du Public au La Costa International Film Festival, Carlsbad - San Diego, USA, 2016
  - Grand-Prix du Meilleur Film au Festival du Film pour Enfants de Sharjah, Émirats arabes unis, 2016
  - Prix "Gilardillo Junior" au Festival Européen du Film de Séville, Espagne, 2016
  - Prix du Meilleur Scénario au Festival International du Film pour Enfants de Chine, 2017
  - Prix du Meilleur Long-Métrage au Festival Inclùs de Barcelone, Espagne, 2017
  - Grand-prix Best Feature, Festival International du Film pour Enfants de Californie, Los Angeles, États-Unis, 2023

- Pour Le Roi de la Vallée :
  - Prix “Monte Visentin” du Meilleur Film, Vittorio Veneto Film Festival - Festival Internazionale di Cinema per Ragazzi, Italie, 2021[8]